# تايسي كاواغوتشي
تايسي كاواغوتشي (باليابانية: 角口 大征) (مواليد 15 يوليو 1996 م)، هو لاعب كرة قدم كان يلعب كمهاجم.

## وصلات خارجية
- تايسي كاواغوتشي على موقع رابطة كرة القدم اليابانية للمحترفين (اليابانية)
- تايسي كاواغوتشي على موقع قاعدة بيانات كرة القدم.إي يو (الإنجليزية)
- تايسي كاواغوتشي على موقع Soccerway.com (الإنجليزية)
- تايسي كاواغوتشي على موقع عالم كرة القدم.نت (الإنجليزية)